# Tôma Chung An Trụ
Tôma Chung An Trụ (sinh 1952, tiếng Trung:鍾安住, tiếng Anh:Thomas Chung An-zu) là một giám mục người Đài Loan của Giáo hội Công giáo Rôma. Ông hiện đảm nhận vị trí Tổng giám mục chính tòa Tổng giáo phận Đài Bắc. Ông cũng nguyên là giám mục chính tòa Giáo phận Gia Nghĩa.